# Federazione italiana degli esercenti pubblici e turistici
La Federazione italiana degli esercenti pubblici e turistici, in acronimo FIEPeT, è un'associazione di categoria che riunisce le piccole e medie imprese di commercio, turismo e servizi. Aderisce a Confesercenti e ad Assoturismo. Fu fondata nel 1963.